# Antilles néerlandaises aux Jeux olympiques d'été de 1984
Les Antilles néerlandaises participent aux Jeux olympiques d'été de 1984 à Los Angeles. Sa délégation est composée de 8 athlètes répartis dans 3 sports et de son porte-drapeau Evert Kroon. Au terme des Olympiades, la nation n'est pas à proprement classée puisqu'elle ne remporte aucune médaille. 

## Liste des médaillés
Aucun athlète des Antilles néerlandaises ne remporte de médaille durant ces Jeux olympiques.